# Гебден-Брідж
Ге́бден-Брі́дж (англ. Hebden Bridge) — ринкове містечко у Верхній долині Колдер у Калдердейлі, Західний Йоркшир, Англія. Це 13 км., на захід від Галіфакса та 21 км., на північний схід від Рочдейла, у місці злиття річки Колдер і Хебден-Вотер. Місто є найбільшим поселенням у цивільній парафії Гебден Ройд.
У 2015 році округ Колдер, що охоплював міст Гебден, Старе місто та частину Тодмордена, мав населення 12 167 осіб. Населення самого міста становило 4500 осіб.

## Історія
Початковим поселенням було село Хептонстолл на вершині пагорба. Гебденський міст (Hebden Bridge) виник як поселення, де в’ючний шлях від Галіфакса до Бернлі впав у долину та перетнув річку Гебден, де стоїть старий міст (від якого він отримав свою назву). Назва Hebden походить від англосаксонської Heopa Denu, «Долина Ожини (або, можливо, Дикої Троянди)».
Круті пагорби зі швидкими потоками та доступ до основних ринків вовни означали, що Гебден-Брідж був ідеальним для ткацьких фабрик, що працюють від води, і місто розвивалося протягом 19-го та 20-го століть, у свій час Гебден був відомий як «місто штанів» через великий обсяг виробництва одягу. Художник-акварель Томас Фредерік Воралл, який жив у сусідньому Пекет Велику, зобразив млини приблизно в 1900 році.